# Euploea dentiplaga
Euploea dentiplaga is een vlinder uit de familie Nymphalidae, onderfamilie Danainae.
De wetenschappelijke naam van de soort is voor het eerst geldig gepubliceerd in 1915 door Lionel Walter Rothschild.
De soort komt alleen voor in Indonesië.